# Copa de Naciones de la WAFU
La Copa de Naciones de la WAFU es un torneo de fútbol a nivel de selecciones nacionales de África Occidental organizado por la WAFU.

## Historia
Originalmente fue creado en el año 1974 por el presidente de la WAFU Gnassingbé Eyadéma como un torneo similar a la Copa Africana de Naciones. En esa edición el campeón fue Costa de Marfil en la edición jugada en Costa de Marfil.
En 1982 comenzó a jugarse de manera anual con el nombre CSSA Nations Cup, y se jugó hasta 1987, aunque en 1983 la ECOWAS creó su propio torneo de naciones llamado Copa CEDEAO, el cual se jugaba cada 2 años hasta 1991. Así mismo en la Zona 2 de África se jugaba la Copa Amílcar Cabral en honor al libertador de Guinea-Bissau Amílcar Cabral.
La Copa de Naciones regresó en el 2002 con su formato actual, pero no es considerada la continuación del torneo viejo, siendo como un torneo nuevo. Esa edición fue muy corta debido a la violencia generada por la primera guerra civil de Costa de Marfil, ya que solamente se jugaron dos partidos y el torneo se canceló.
Finalmente pasaron 8 años para que el torneo fuera reanudado en el 2010, el cual se ha jugado con normalidad desde entonces.

## Palmarés
| Año          | Sede            | Campeón   | Final Resultado | Subcampeón | Tercer lugar             | Resultado                | Cuarto lugar             |
| ------------ | --------------- | --------- | --------------- | ---------- | ------------------------ | ------------------------ | ------------------------ |
| 2002         | Costa de Marfil | Cancelado | Cancelado       | Cancelado  | Cancelado                | Cancelado                | Cancelado                |
| 2010 Detalle | Nigeria         | Nigeria   | 2:0             | Senegal    | Ghana                    | 1:0                      | Burkina Faso             |
| 2011 Detalle | Nigeria         | Togo      | 3:2             | Nigeria    | Liberia                  | 3:1                      | Ghana                    |
| 2013 Detalle | Ghana           | Ghana     | 3:1             | Senegal    | Togo                     | 2:1                      | Benín                    |
| 2017 Detalle | Ghana           | Ghana     | 4:1             | Nigeria    | Níger                    | 2:1                      | Benín                    |
| 2019 Detalle | Senegal         | Senegal   | 1:1 (pen. 3-1)  | Ghana      | y Costa de Marfil y Malí | y Costa de Marfil y Malí | y Costa de Marfil y Malí |
| 2021 Detalle | Nigeria         | Cancelado | Cancelado       | Cancelado  | Cancelado                | Cancelado                | Cancelado                |

1. ↑  Torneo abandonado a causa de la Primera guerra civil de Costa de Marfil.
2. ↑  No se disputó partido de definición del tercer lugar.

## Títulos por país
En cursiva, se indica el torneo en que el equipo fue local.
| Equipo          | Campeón        | Subcampeón     | Tercer lugar | Cuarto lugar   |
| --------------- | -------------- | -------------- | ------------ | -------------- |
| Ghana           | 2 (2013, 2017) | 1 (2019)       | 1 (2010)     | 1 (2011)       |
| Nigeria         | 1 (2010)       | 2 (2011, 2017) | 0            | 0              |
| Senegal         | 1 (2019)       | 2 (2010, 2013) | 0            | 0              |
| Togo            | 1 (2011)       | 0              | 1 (2013)     | 0              |
| Liberia         | 0              | 0              | 1 (2011)     | 0              |
| Níger           | 0              | 0              | 1 (2017)     | 0              |
| Costa de Marfil | 0              | 0              | 1 (2019)     | 0              |
| Malí            | 0              | 0              | 1 (2019)     | 0              |
| Benín           | 0              | 0              | 0            | 2 (2013, 2017) |
| Burkina Faso    | 0              | 0              | 0            | 1 (2010)       |